# Valahnúkur (kulle i Island, Suðurland, lat 63,69, long -19,54)
Valahnúkur är en kulle i republiken Island. Den ligger i regionen Suðurland, 130 km öster om huvudstaden Reykjavík. Toppen på Valahnúkur är 458 meter över havet, eller 212 meter över den omgivande terrängen. Bredden vid basen är 2,5 km.
Trakten runt Valahnúkur är nära nog obefolkad, med mindre än två invånare per kvadratkilometer.